# Mosquée Eski İmaret
L’actuelle mosquée Eski İmaret (en turc : Eski İmaret Camii), à Istanbul (Turquie) est une ancienne église orthodoxe ayant fait partie du monastère du Christ Pantépoptès (grec moderne : Μονή του Χριστού Παντεπόπτη ; litt : du Christ qui voit tout), transformée en mosquée par les Ottomans après la chute de Constantinople. Elle est la dernière église du XIe siècle encore intacte à Istanbul, et constitue ainsi un monument-clé pour l'étude de la période intermédiaire (843-1204) de l'architecture byzantine.

## Localisation
L’édifice est situé dans le district Fatih d’Istanbul, plus précisément dans le quartier Zeyrek, à l'intérieur des murailles de la vieille ville et à moins d'un kilomètre de distance de la mosquée Zeyrek (ancien monastère du Christ Pantokrator).

## Histoire
Peu avant 1087, Anne Dalassène, mère de l’empereur Alexis Ier Comnène (r. 1081 – 1118), fit construire au sommet de la quatrième colline de Constantinople un couvent dédié au Christ Pantépoptès où, conformément à la tradition impériale, elle se retira jusqu’à sa mort, cinq ans plus tard,. Ce couvent comprenait une église principale également dédiée au Christ Pantépoptès.
Le 12 avril 1204, au cours du siège de Constantinople, l’empereur Alexis V Doukas établit son quartier général près du monastère d’où il pouvait observer la flotte vénitienne qui se déployait entre le monastère des Evergètes et l’église Sainte-Marie-des-Blachernes, prête à l’attaque. Lorsque le doge Enrico Dandolo ordonna d’attaquer, l’empereur s’enfuit, abandonnant sa tente couleur pourpre dans laquelle Baudouin de Flandre put passer sa première nuit dans Constantinople vaincue. L’ensemble fut vandalisé par les croisés et remis par la suite aux moines bénédictins de San Giorgio Maggiore. L’église devint ainsi, pendant toute l’occupation latine (1204 – 1261) une église catholique romaine.
Immédiatement après la conquête ottomane, l’église fut transformée en mosquée, alors que les édifices attenants étaient utilisés comme zaviye, medrese et imaret près de la mosquée Fatih, alors en construction. D’où le nom turc d’Eski Imaret ou « mosquée de la soupe populaire ».
Au XIXe siècle, le patriarche Constance Ier (patriarche de Constantinople 1830 - 1834) crut pouvoir identifier la mosquée Eski İmaret avec l’église du Pantépoptès. Cette identification a été largement acceptée depuis , sauf par Cyril Mango qui souligne que le site de l’édifice ne permet pas une vue complète de la Corne d’Or et propose plutôt l’endroit où se trouve actuellement la mosquée Yavuz Sultan Selim . Austay-Effengerger et Effenberger acceptent les raisons données par Mango, mais proposent pour leur part que l’église du Pantépoptès serait plutôt l’église de Saint-Constantin, fondée au début du Xe siècle par l’impératrice Theophano en soulignant les similarités avec le Monastère de Lips (aujourd’hui mosquée Fenari Isa) qui lui est contemporain. Notons toutefois que dans son livre sur l’architecture byzantine, Mango semble accréditer l’identification traditionnelle.
L’ensemble des édifices fut à maintes reprises ravagé par le feu et les derniers vestiges du monastère disparurent il y a environ un siècle. Jusqu’en 1970, l’édifice était utilisé comme école coranique, ce qui la rendait inaccessible aux travaux de recherche. En 1970, la mosquée fut partiellement fermée et restaurée par l’architecte turc Fikret Çuhadaroglu.

## Architecture

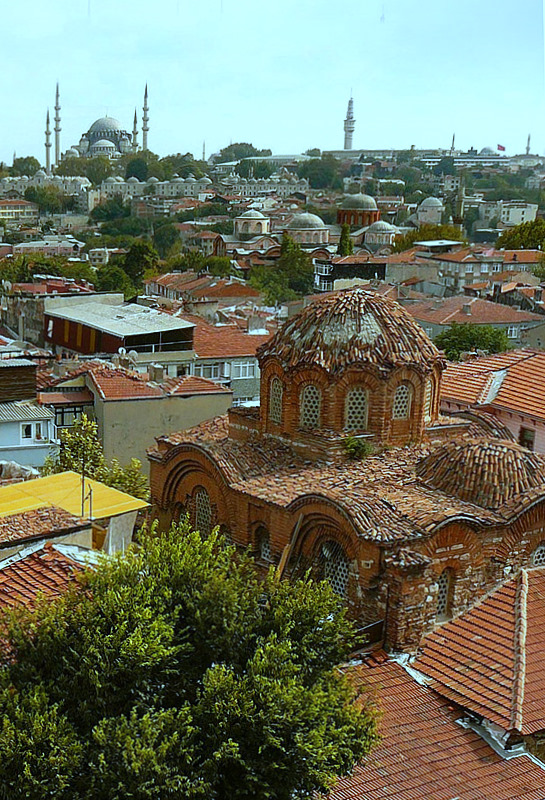
Vue aérienne de la mosquée; à l’arrière-plan la mosquée Suleymaniye et la tour Beyasit.

L’édifice est situé sur le flanc d’une colline qui surplombe la Corne d’Or et repose sur une plateforme qui est en fait le toit d’une citerne. Il est difficile d’apprécier l’extérieur de l’édifice entouré par des immeubles résidentiels de tous les côtés. La maçonnerie est faite de briques et de pierres, utilisant la technique de la brique encastrée; c’est le plus vieil édifice de Constantinople encore en existence où l’on puisse étudier cette technique caractéristique de l’architecture intermédiaire de l’Empire byzantin et qui consiste à superposer des rangées de briques en les encastrant dans un lit de mortier dont elles émergent, formant ainsi des motifs géométriques variés. L’épaisseur de la couche de mortier est ainsi environ trois fois plus grande que celle des briques. Le toit couvert de tuiles est unique parmi les églises et mosquées d’Istanbul qui sont normalement couvertes de cuivre.
Le plan de l’église est un *plan centré, dit en croix grecque avec un *dôme au centre reposant sur quatre *piliers, un *sanctuaire à l’est ainsi qu’un *narthex divisé en un *esonarthex et un *exonarthex à l’ouest. Formés de trois *bas-côtés, ces deux *narthex constituent sans doute une addition de l’époque paléologienne se substituant à un portique plus ancien. Les *bas-côtés latéraux sont surmontés de *voutes d’arrêtes, et d’un *dôme au centre.
Une caractéristique unique de cet édifice est la *galerie en forme de U qui surplombe le *narthex et les deux *bas-côtés à l’ouest. La *galerie est percée de fenêtres s’ouvrant à la fois sur le *naos et sur les bras de la croix. Il est possible que celle-ci ait été construite pour l’utilisation personnelle de l’impératrice-mère.
Comme dans diverses autres églises byzantines d’Istanbul parvenues jusqu’à nous, les quatre *colonnes au centre de la croix grecque ont été remplacées par des *piliers, alors que les *colonnades qui se trouvaient aux extrémités des branches de la croix ont été murées. Les *piliers divisent la *nef en trois ailes. Celles situées au nord et au sud débouchent sur de petites chapelles en forme de trèfle reliées au *sanctuaire et se terminent par une *abside. Ces chapelles forment le *prothesis et le *diakonikon. Pendant la période ottomane, on a recouvert le revêtement des *absides et ajouté un minaret qui a été enlevé en 1990.
Le *dôme, auquel on avait donné une forme de casque pendant la période ottomane a retrouvé sa forme originale aux bords en forme de coquille pendant les travaux de restauration des années 1970, forme typique pour les églises de la période macédonienne. La toiture en forme de tente de la *galerie a également été remplacée par des tuiles qui s’harmonisent avec les courbes de la toiture.
Le plancher de l’église est couvert de briques carrées rouge, sauf dans les absides où il est recouvert de marbre.
L’extérieur présente quelques motifs décoratifs comme des rayons de soleil, des méandres, des treillis de paniers et des cloisonnés : ce dernier motif est caractéristique de l’architecture grecque de cette période, mais n’existe nulle part ailleurs à Constantinople. Il ne reste rien à l’intérieur de la décoration originelle sauf quelques moulures de marbre, des corniches et des cadres de portes.
En dépit de sa valeur architecturale, l’édifice demeure l’un des monuments les moins étudiés d’Istanbul.

## Galerie

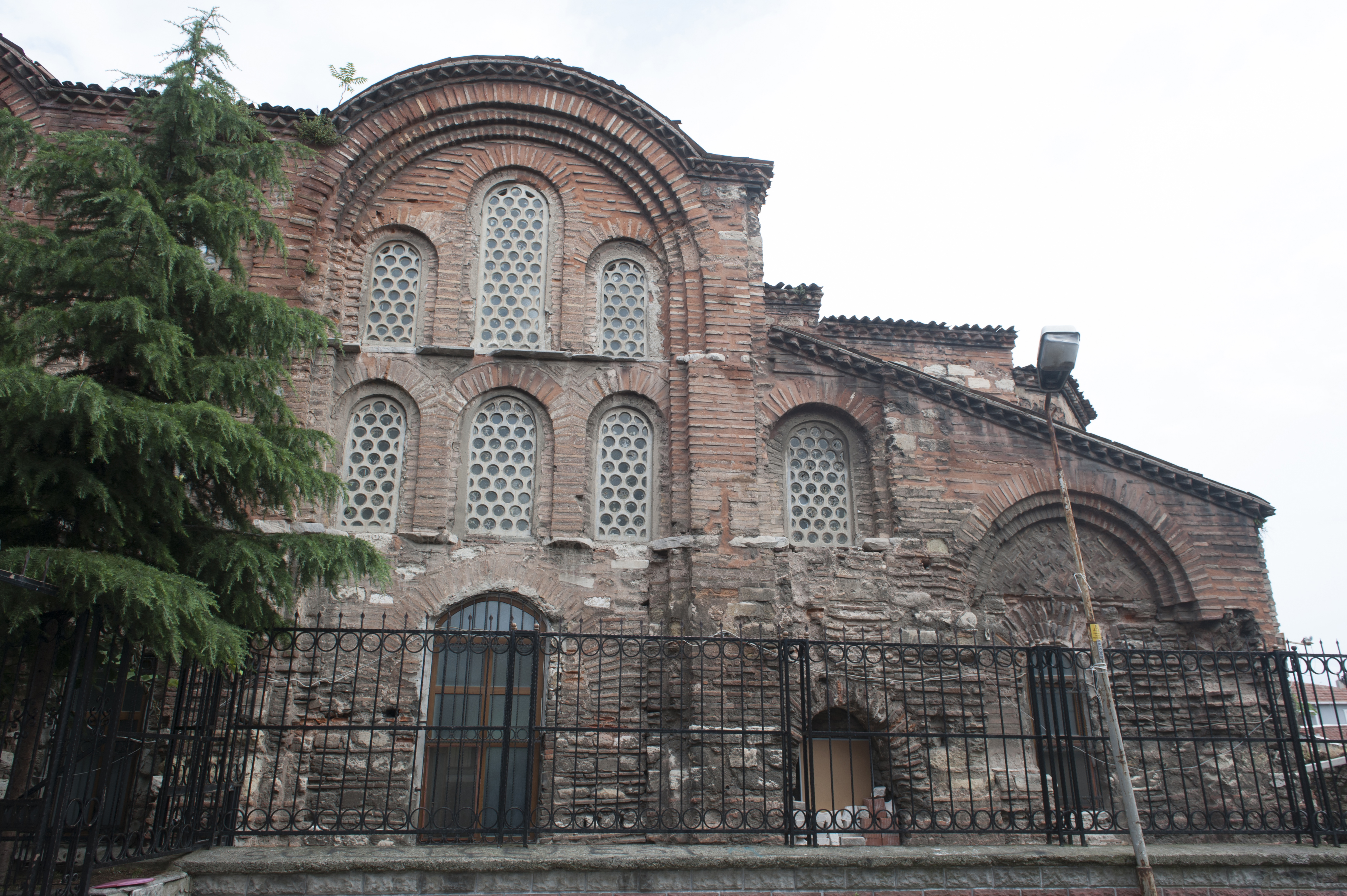
Mosquée Eski Imaret - Façade
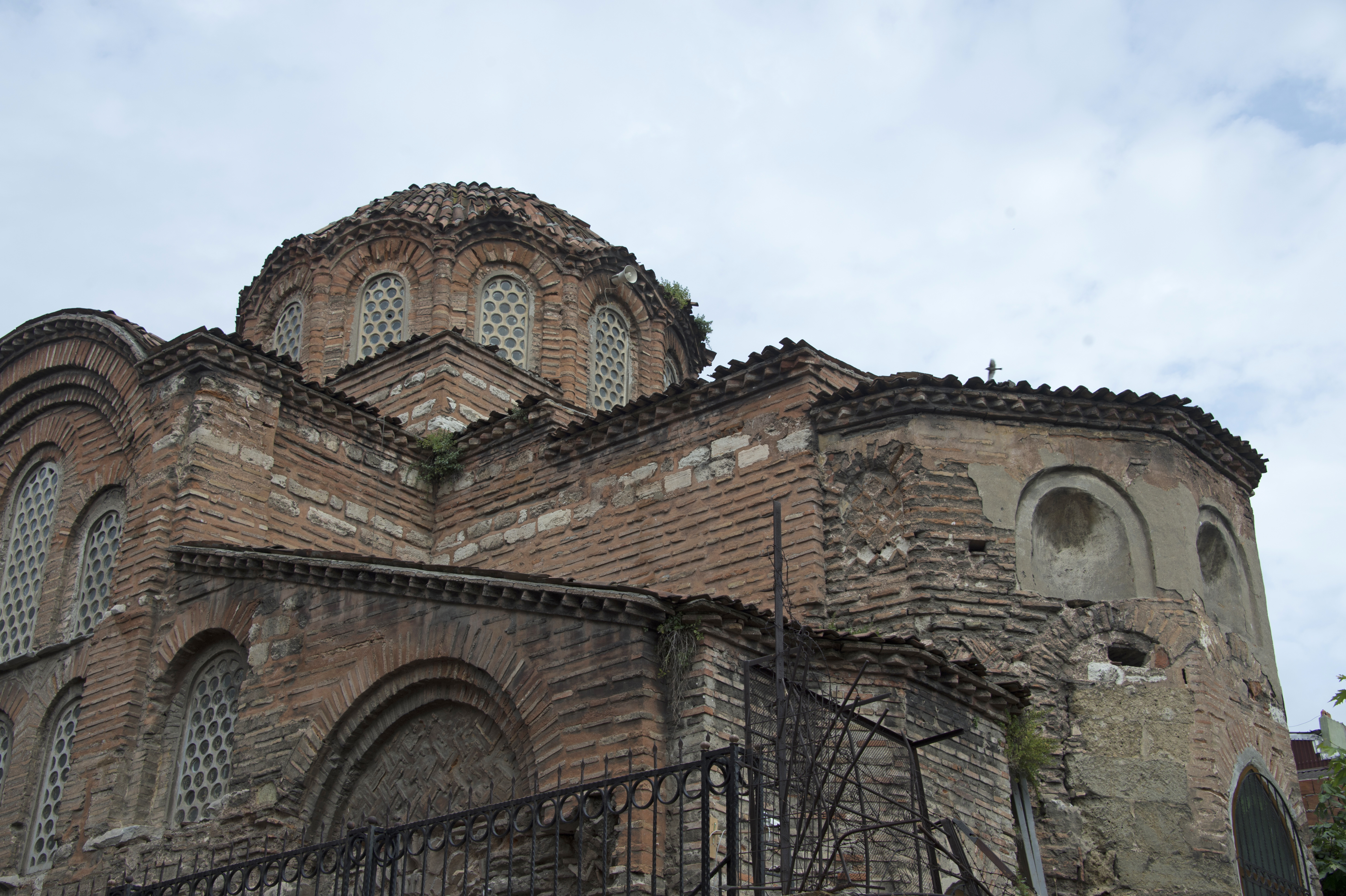
Mosquée Eski Imaret - dome et côté
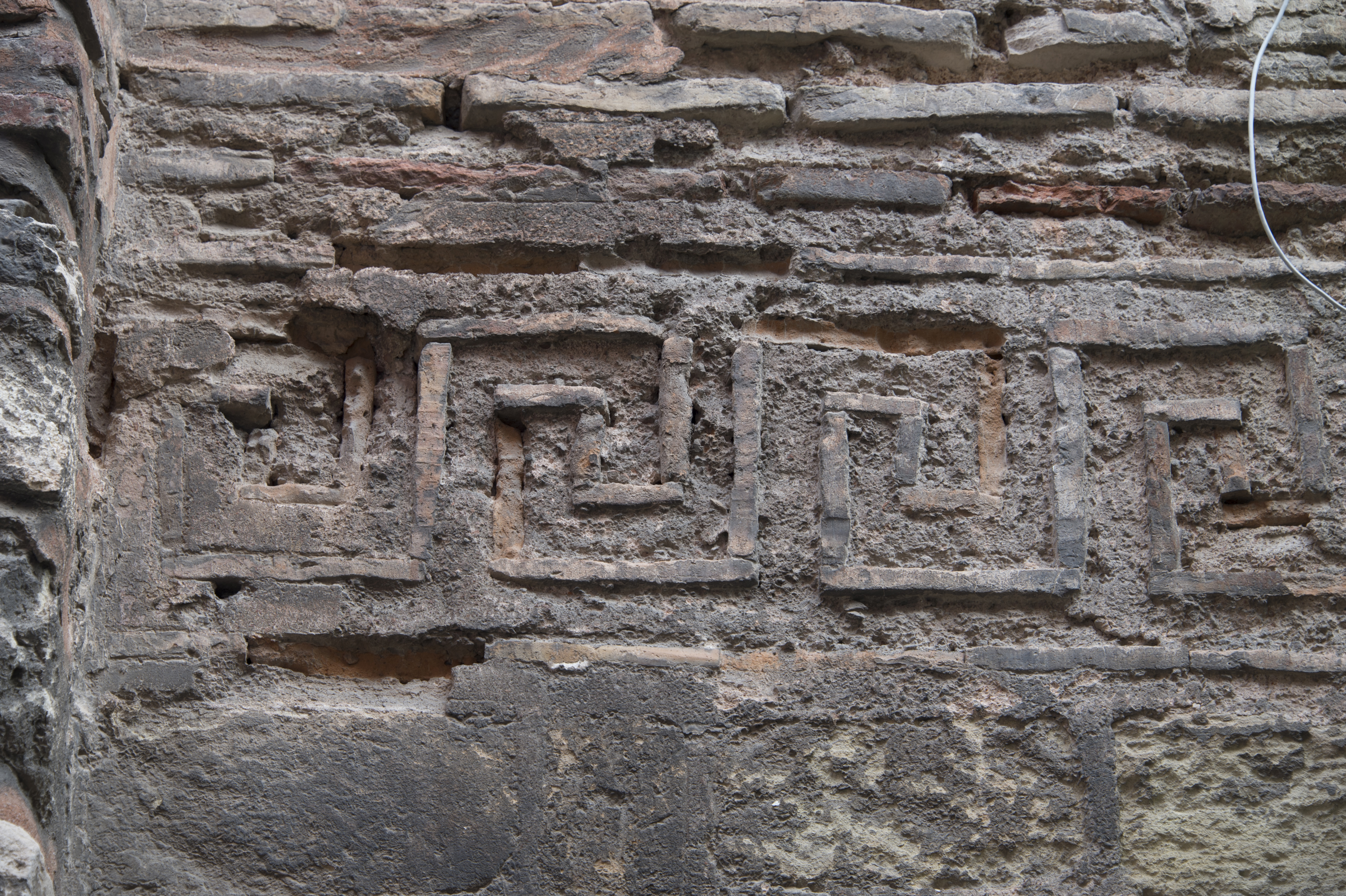
Mosquée Eski Imaret – décoration extérieure
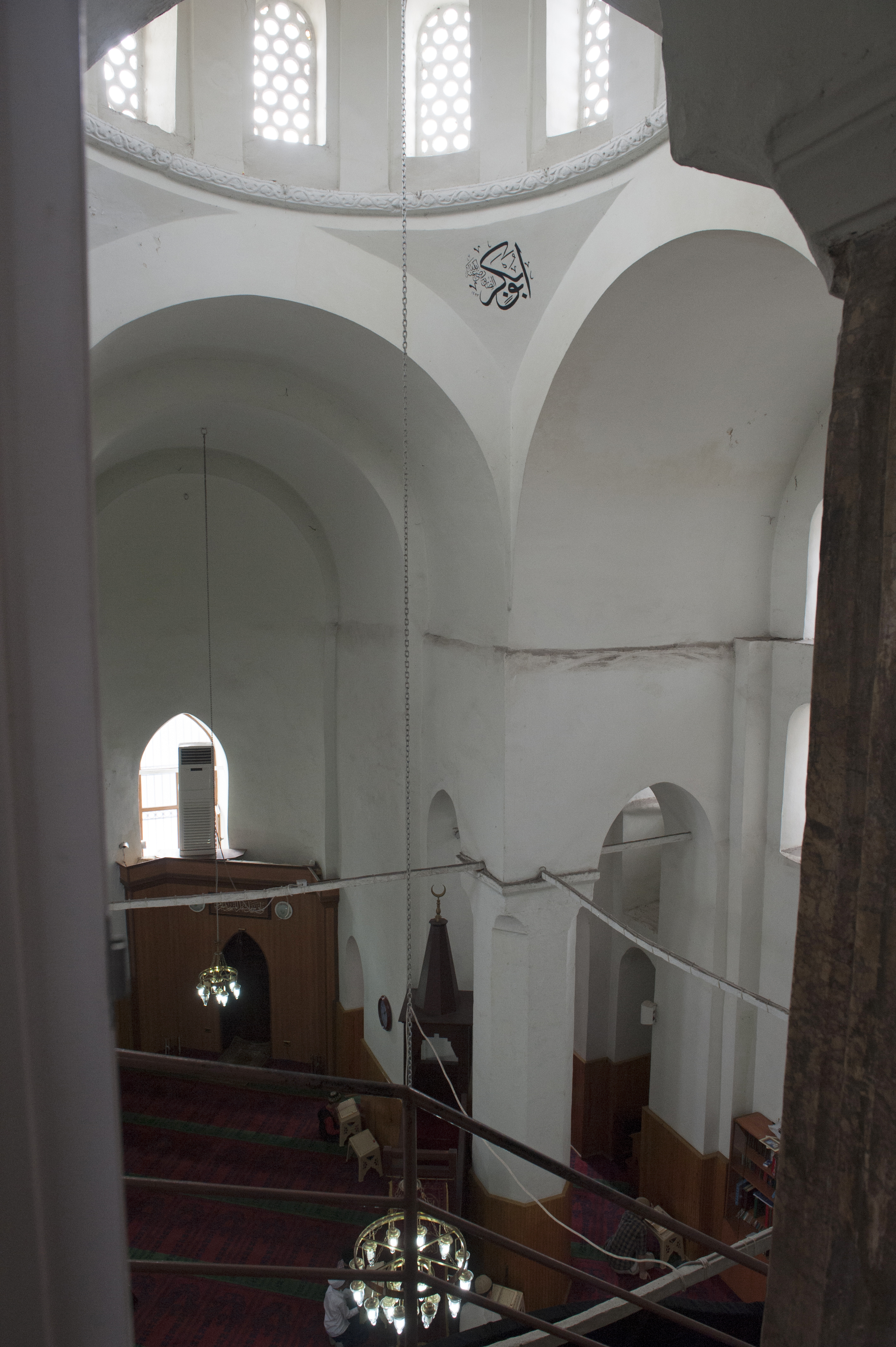
Mosquée Eski Imaret – vue du premier étage
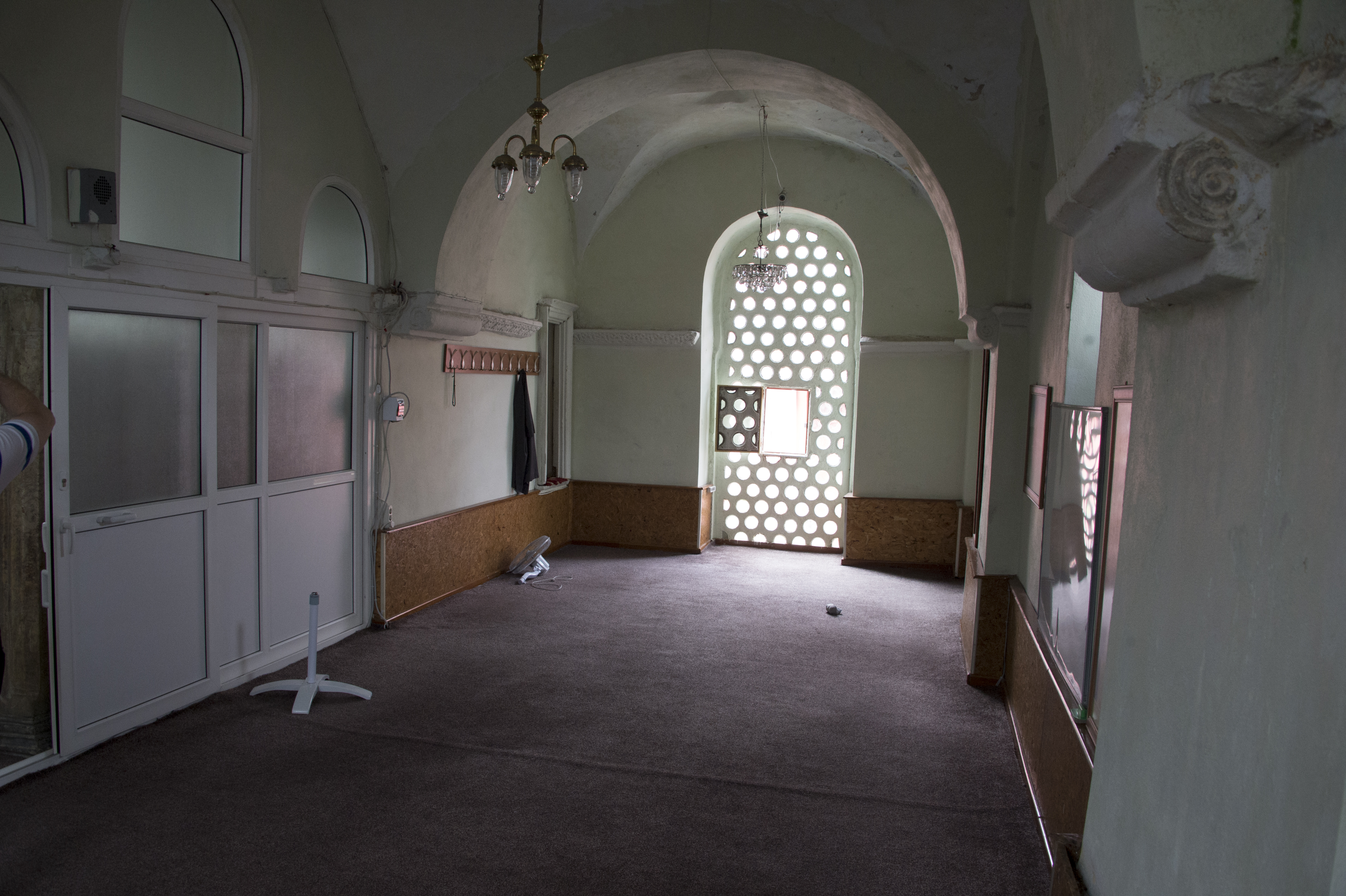
Mosquée Eski Imaret - corridor
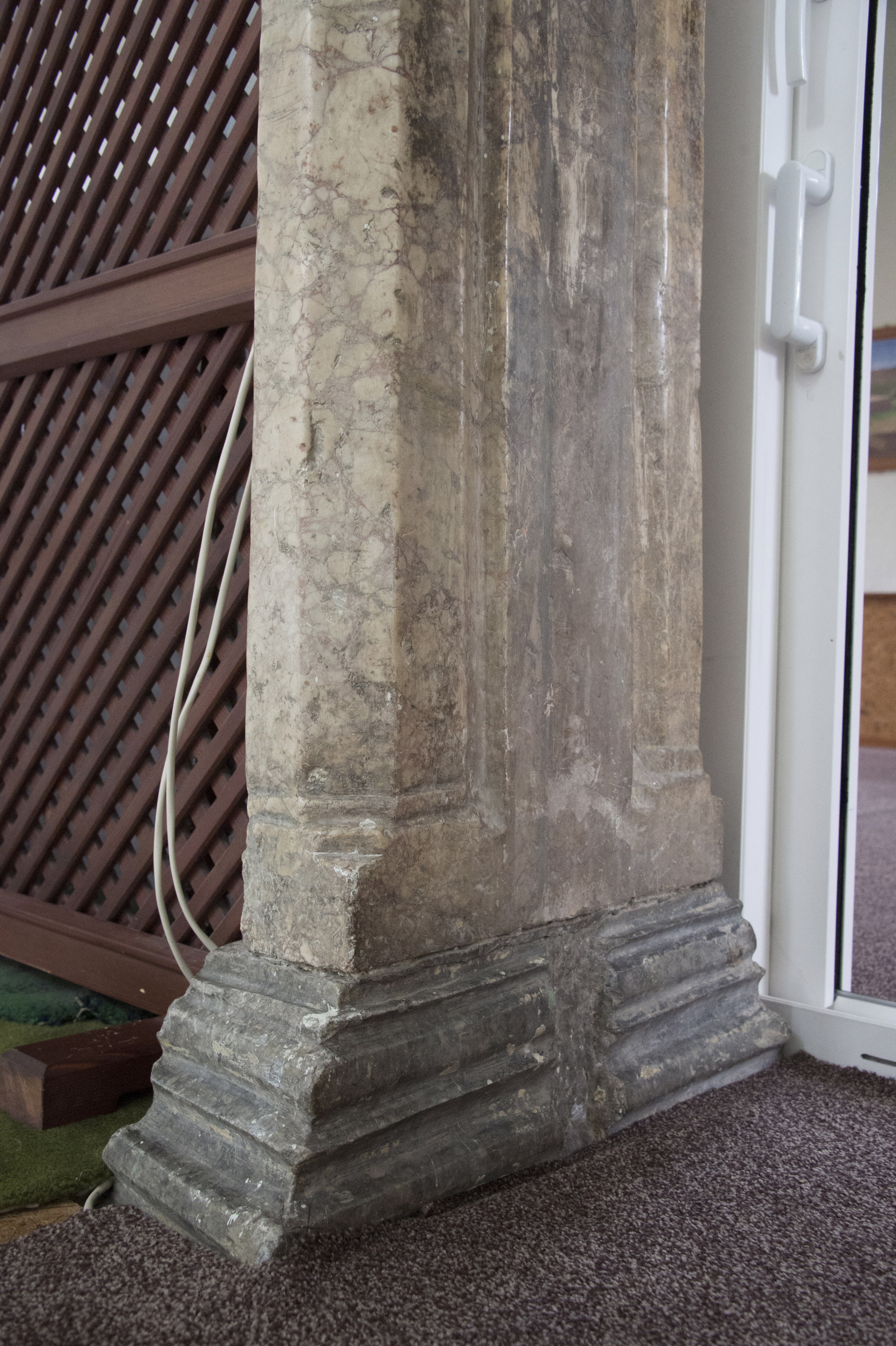
Mosquée Eski Imaret – colonne
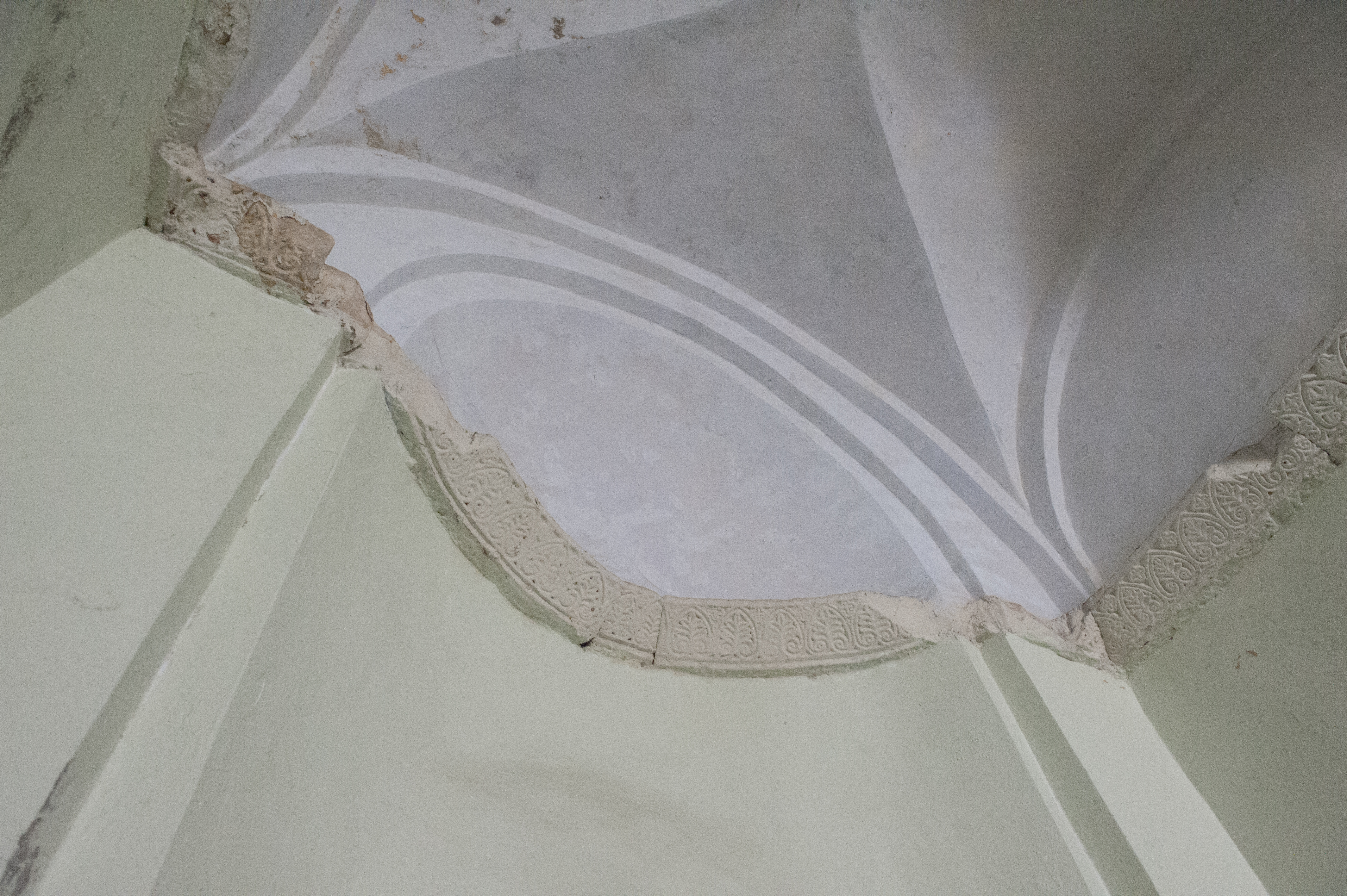
Mosquée Eski Imaret – voute
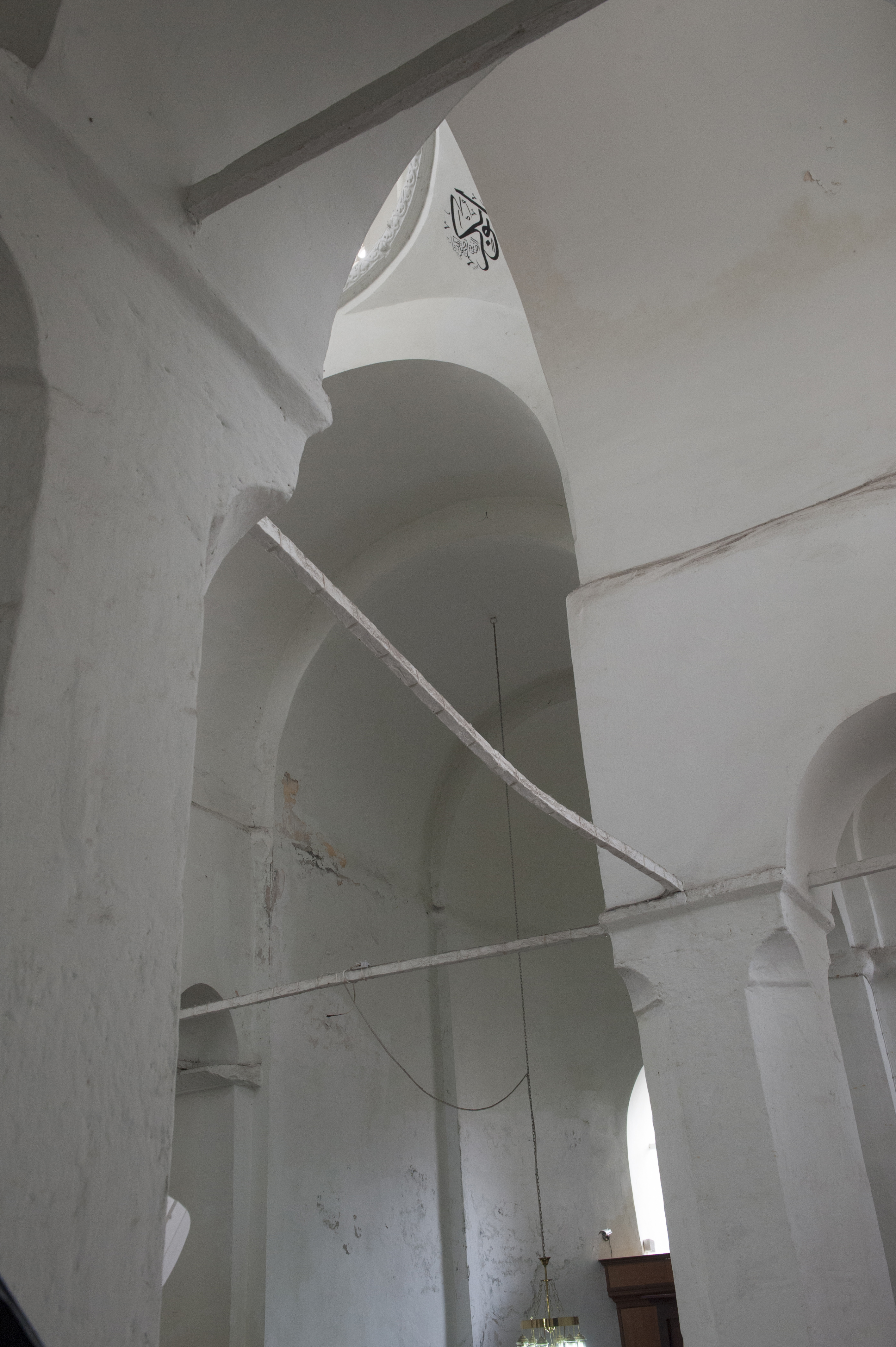
Mosquée Eski Imaret – voute

## Glossaire

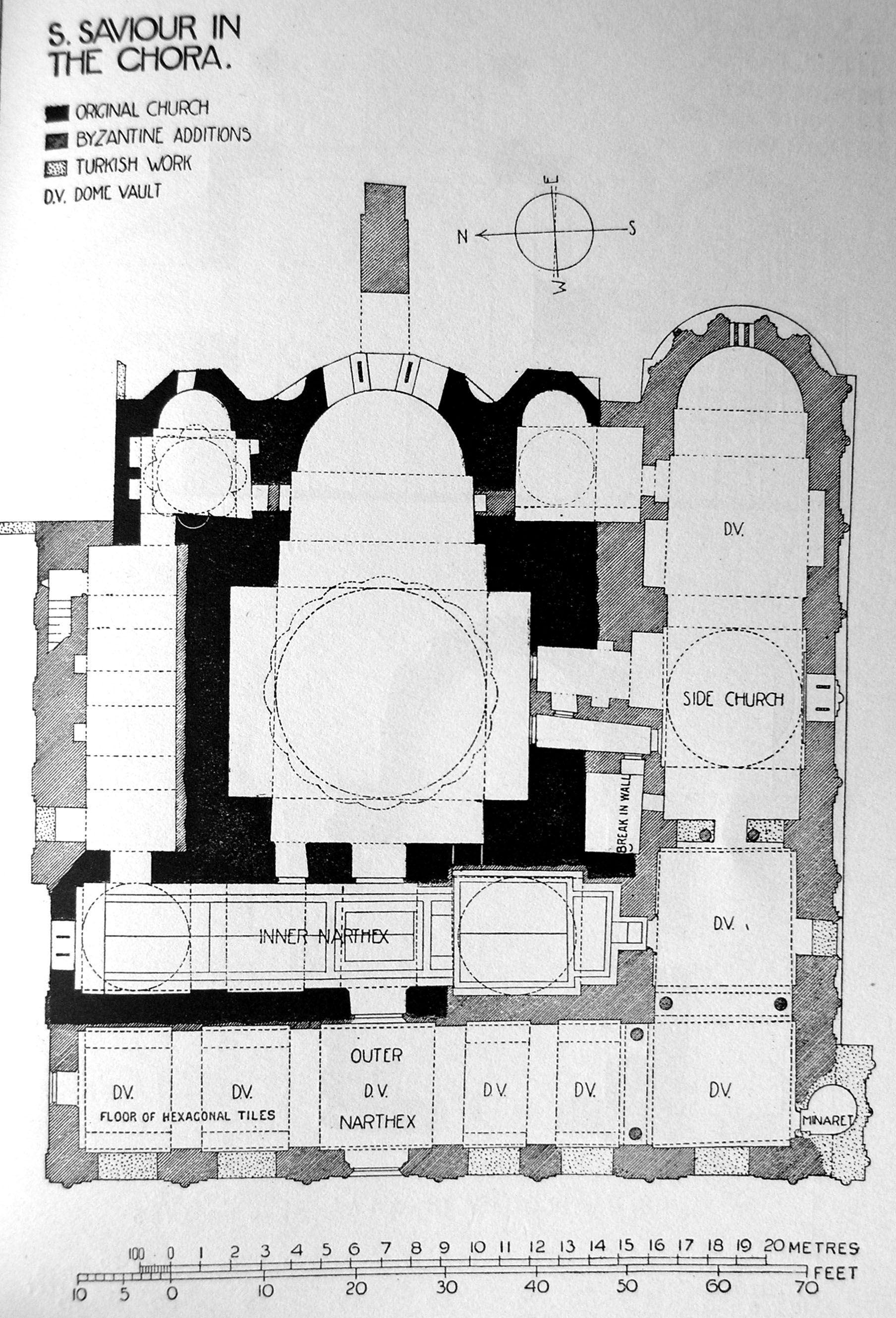
Plan de l’église de la Chora, montrant l’exonarthex et l’esonarthex.

- Abside : Extrémité de la nef en forme de demi-cercle, voutée en forme de coquille.
- Bas-côté : Nef latérale d’une église de hauteur moindre que la nef principale. Elles sont appelées « collatéraux » lorsque leur hauteur est égale à celle de la nef principale.
- Colonnade : Ensemble de colonnes semblables alignées sur un ou plusieurs rangs dans un plan rectiligne.
- Colonne : Élément vertical de structure porteuse, soutien de forme cylindrique en pierre, en métal creux ou plein.
- Coupole : Voûte hémisphérique, de profil semi-circulaire, elliptique ou polygonal, parfois exhaussée par un tambour. La calotte est la partie supérieure de la coupole. La toiture de cette voûte est un dôme.
- Diakonikon : Absidiole latérale sud (à droite de l'iconostase) placée sous la surveillance d'un diacre où sont conservés les vases sacrés et les vêtements liturgiques dans les édifices religieux orthodoxes. Elle correspond à la sacristie chez les chrétiens d'occident. Avec le prothesis, il forme le pastoria.
- Dôme : Voir « coupole ».
- Esonarthex et Exonarthex : voir ci-après, « narthex ».
- Galerie : Passage (souvent fort étroit) couvert, placé soit à l’intérieur, soit à l’extérieur d’un édifice et servant au passage d’un lieu à un autre.
- Naos : Nef d’une église grecque.
- Narthex : Élément architectural typique des premières églises et basiliques chrétiennes, consistant en un lieu situé à l’ouest de la nef, opposé à l’autel principal et servant de vestibule. Il est souvent divisé dans les églises byzantines en deux parties distinctes : le narthex intérieur ou esonarthex et le narthex extérieur ou exonarthex précédant l'atrium. Dans les églises orthodoxes, ces deux parties du narthex avaient des fonctions liturgiques différentes.
- Nef : Salle oblongue allant de la façade à la croisée du transept ou à l'entrée du chœur fermée par deux murs latéraux et un comble. Elle comprend le vaisseau central et les éventuels collatéraux, aussi appelés bas-côtés lorsque leur hauteur est moindre que celle du vaisseau central.
- Pilier : Élément architectural sur lequel se concentrent les charges de la superstructure (par exemple celles d'une charpente ou de la maçonnerie des niveaux supérieurs).
- Plan centré : Plan d’église massé (circulaire ou polygonal) par opposition à l'église à plan basilical (voir illustration). Ce type de plan s'accompagne souvent d'une coupole.
- Prothesis : Partie de l’église attenante au sanctuaire où sont disposés les objets qui serviront pendant le culte. Avec le diakonikon, elle forme le pastoria.
- Sanctuaire : Partie de l’église située autour de l’autel principal où s’accomplissent les cérémonies liturgiques.
- Voute d’arrêtes : Type de voûte très utilisé obtenu par l'intersection de deux berceaux qui se croisent à angle droit en conservant les parties extérieures aux arêtes d'intersection.